# Andrei Rubliov
|  | Per a altres significats, vegeu «Andrei Rubliov (tennista)». |

Andrei Rubliov (en rus Андрей Рублёв) (Rússia, 1360 - 1370 - Monestir d'Andrónikov, Moscou, 29 de gener de 1427 o 1430) fou un monjo ortodox rus del segle xv, pintor, considerat el més destacat iconògraf de la Rússia medieval. És venerat com a sant per l'Església Ortodoxa.
Rubliov és considerat com un veritable artista i creador, en el sentit ple de les paraules. No es limitava a transmetre els estereotips artesanals del disseny romà d'Orient, sinó que li va afegir un toc molt característic i, sobretot, va crear nous tipus religiosos amb un nou estil amb un nou significat espiritual.

## Biografia
Hi ha poca informació sobre la seva vida. Probablement, va viure al monestir de la Santíssima Trinitat i Sant Sergi, prop de Moscou, en temps del patriarca Níkon de Ràdonej, que va esdevenir hegumen després de la mort de sant Sergi de Ràdonej el 1392.
La primera menció de Rubliov és de l'any 1405, quan va decorar les icones i els frescs de la catedral de l'Anunciació del Kremlin de Moscou, en companyia de Teòfanes el Grec i Prókhor de Gorodets. Com que era el més jove dels tres pintors, es considera que el mestre romà d'Orient exercí una notable influència en la formació de Rubliov. El seu nom era l'últim de la llista de mestres, perquè era el més jove.

## Trajectòria

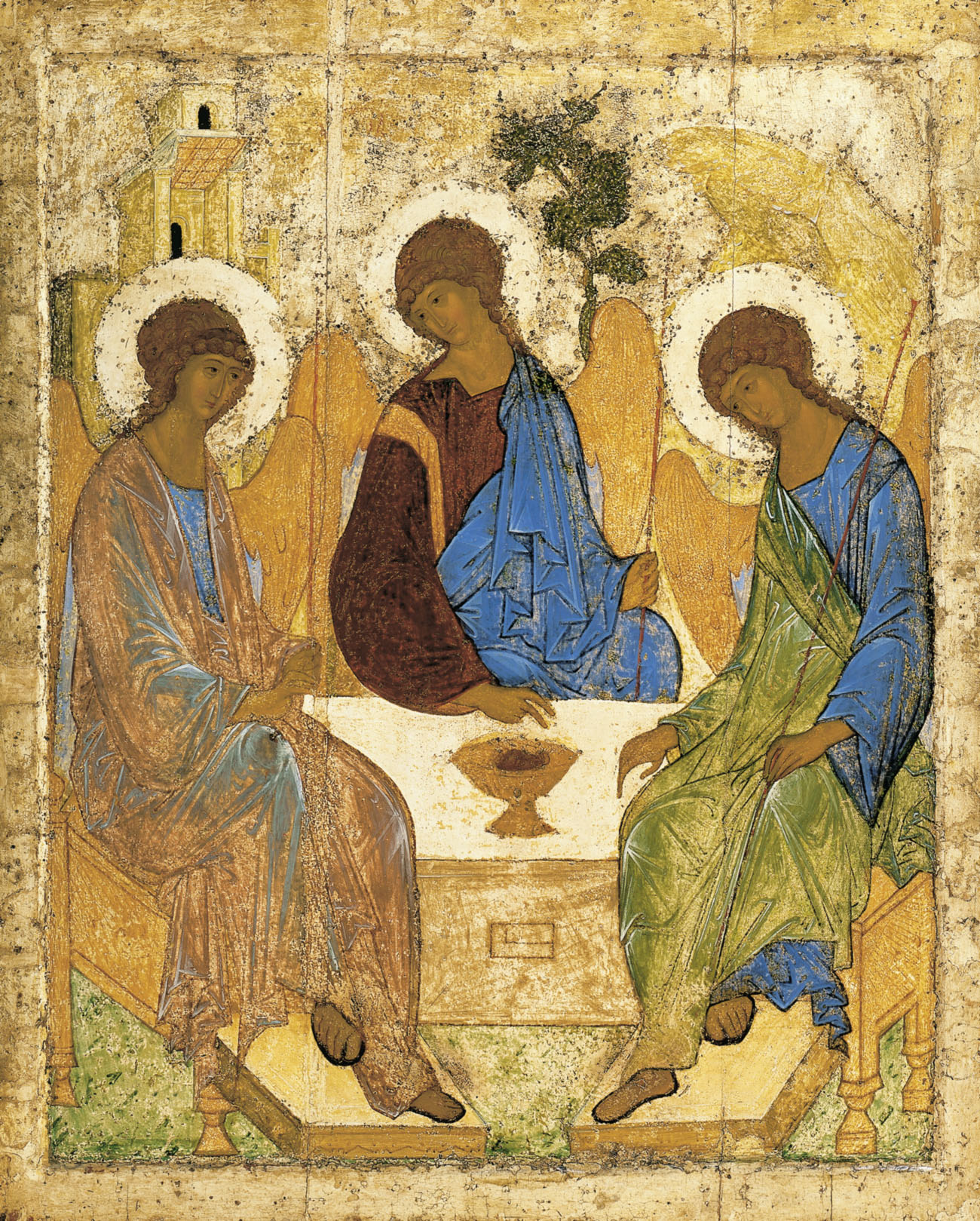
La icona de la Trinitat de l'Antic Testament. Galeria Tretiakov de Moscou.

La primera obra de Rubliov data de 1405, quan va decorar amb icones i frescos la catedral de l'Anunciació del Kremlin de Moscou, juntament amb Teòfanes el Grec i Prójor de Gorodéts. Inicialment Rubliov va ser ajudant de Teòfanes el Grec. Però si bé l'obra de Rubliov es manté dins de la tradició romana d'Orient, també és cert que s'allibera de l'excessiu hieratisme canònic de l'art tradicional romà d'Orient (en tot cas, el pintor rus s'aproxima a l'art anomenat deuterobizantí). Innova introduint flexibilitat en les figures i una expressió més humana i dolç en les actituds i, especialment, en els rostres.
L'any 1408 va pintar la catedral de l'Assumpció a Vladímir, juntament amb Daniïl Txiorni, amb qui també va decorar entre 1425 i 1427 la catedral del monestir de la Santíssima Trinitat i Sant Sergi. Després de la mort de Daniïl, es trasllada a Moscou, on va pintar els frescs de la catedral del Salvador al monestir d'Andrónikov, el seu darrer treball. També es creu que va pintar almenys una de les miniatures dels evangelis de Khitrovo.
L'única obra autentificada com a íntegrament seva és la icona de la Trinitat (c. 1410, actualment a la Galeria Tretiakov, Moscou). Es basa en una icona anterior coneguda com l'«Hospitalitat d'Abraham», que il·lustra Gènesi 18. Rublev va treure de l'escena les figures d'Abraham i Sara, i mitjançant un ús subtil de la composició i el simbolisme va canviar el tema per centrar-se en el Misteri de la Trinitat.
Rubliov va ometre detalls excessius. Com totes les seves obres, La Trinitat es caracteritza per la representació de les imatges més significatives. Tot se sotmet a la idea única. En el centre de la icona, un àngel simbolitza a Jesucrist (comunament, en el centre es representava l'àngel que simbolitzava a Déu-Padre). El colorit de les vestidures és característic de la iconografia de la seva imatge.
Darrere de Jesucrist es troba l'arbre verd de l'alzinar de Mambré, símbol de la vida eterna. A la dreta veiem l'àngel que simbolitza a l'Esperit Sant. Darrere d'ell, un pujol representa l'ascens espiritual cap al cel. Darrere de l'àngel de l'esquerra hi ha un edifici que simbolitza la casa de Déu, l'ordre diví de l'univers. Els dos àngels, el pujol i l'arbre s'inclinen cap a la figura de Déu-Padre. Rubliov els representa en afable col·loqui, sumits en profunda meditació. Jesucrist beneeix el calze amb el cap del xai degollat, símbol del sacrifici de Jesús, i els dos àngels inclinen el cap en senyal d'acord i obediència. Aquests apareixen amb el cap suaument inclinat, units per la concordança espiritual, serens, fins semblaria que tristos, però en realitat la seva alegria és interior. Costa treball diferenciar les tres figures, perquè tenen el mateix rostre, com convidant a l'espectador a meditar sobre el misteri de la Santíssima Trinidad. La paleta de Rubliov aconsegueix unir la força continguda de la gamma de colors de la icona amb els matisos amb prou feines perceptibles de les tonalitats clares i lluminoses, que semblen emetre una suau llum. La composició del quadre es basa en la successió rítmica de les línies corbes, que transmeten la idea d'un cercle; les lleugeres figures allargades dels àngels fan joc amb els contorns del calze, el pujol, l'arbre i l'edifici.
En l'art de Rublev es combinen dues tradicions: l'ascetisme més alt i l'harmonia clàssica del manierisme romà d'Orient. Els personatges dels seus quadres són sempre pacífics i tranquils. Després d'un temps, el seu art va arribar a ser percebut com l'ideal de la pintura de l'Església oriental i de la iconografia ortodoxa.

## Mort i llegat
Rublev va morir al monestir d'Andrònic entre 1427 i 1430. El treball de Rublev va influir en molts artistes, inclòs Dionís el Savi. Stoglavi Sobor (1551) va situar l'estil d'icona de Rublev com a model per a la pintura de l'església. Des de 1959, el Museu Andrei Rublev del monestir d'Andrònic mostra el seu art. El Sínode Stoglavi de 1551 va promulgar l'estil d'icones de Rublev com a model per a la pintura eclesiàstica. Des de 1959, el Museu Andrei Rublev del monestir de Andronikov exposa la seva obra i altres afins.
L'any 1966, Andrei Tarkovski va filmar una pel·lícula sobre la vida de Rubliov, vagament basada en la vida de l'artista: Andrei Rublev. Fou la primera pel·lícula de l'època soviètica que va tractar l'artista com una figura històrica mundial i el cristianisme com un axioma de la identitat històrica de Rússia.
El 1998, Rubliov va ser canonitzat per l'Església Ortodoxa Russa, i la seva festivitat se celebra el 4 de juliol.

## Veneració
- 29 de gener: commemoració de l'aniversari de la seva mort (Església Ortodoxa Grega)[9][10]
- 12 o 13 de juny: dia de la festa, Síntesi de tots els sants del monestir d'Andronikov (amb Andrònic, Sabbas, Alexandre, abats de Moscou i Daniel el Negre, el pintor d'icones)[11]
- 4 de juliol: dia de la festa principal de la llista dels «sants russos de Moscou i Vladimir» de Nikodim (Kononov),
- 6 de juliol: Sinaxi de Tots Sants de Radonezh.
- Festa mòbil el diumenge abans del 26 d'agost. Sintaxi de tots els sants de Moscou. (Església Ortodoxa Russa)[12]

## Selecció d'obres

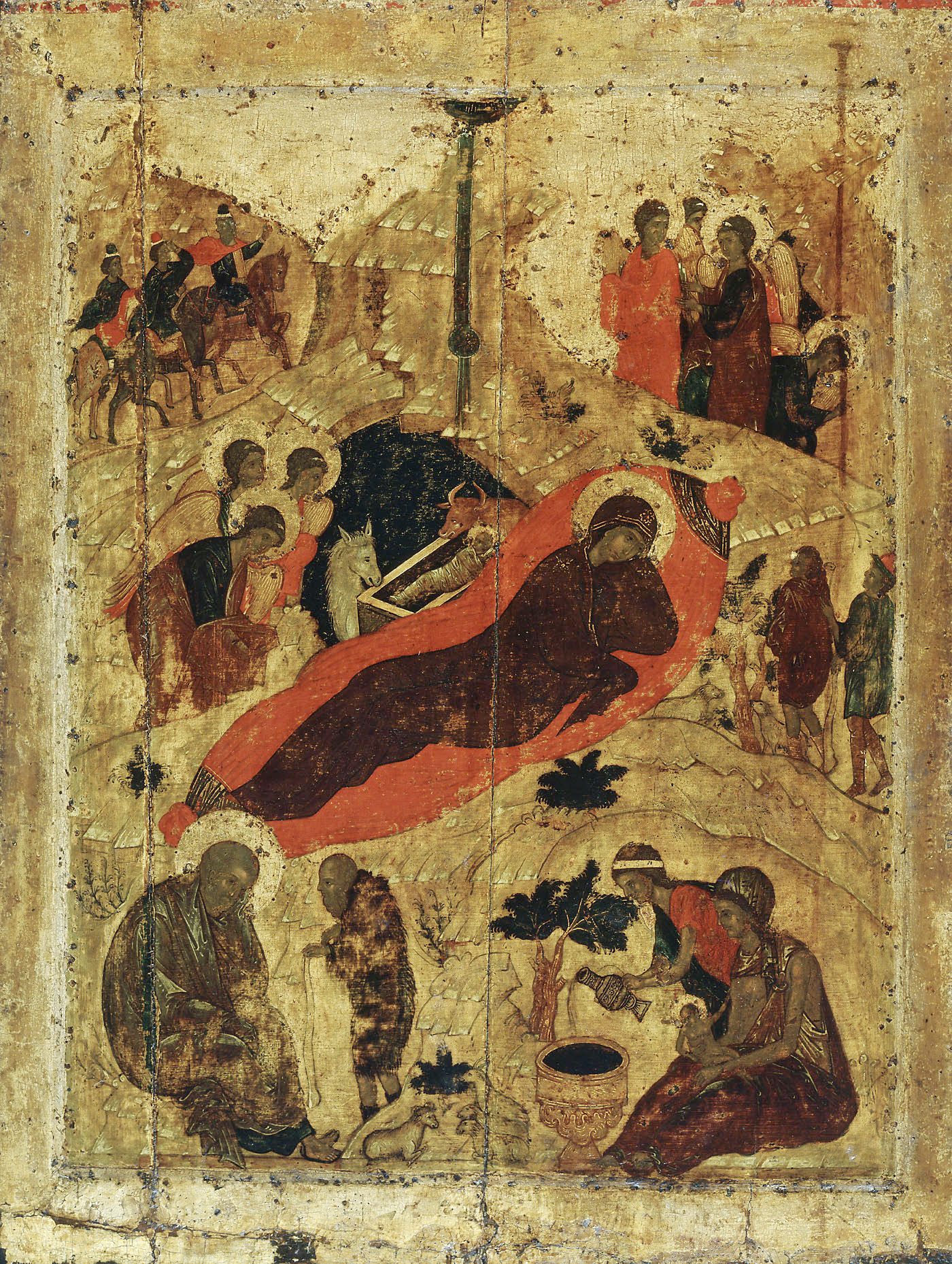
Nativitat, 1405 (Moscou, Catedral de l'Anunciació)
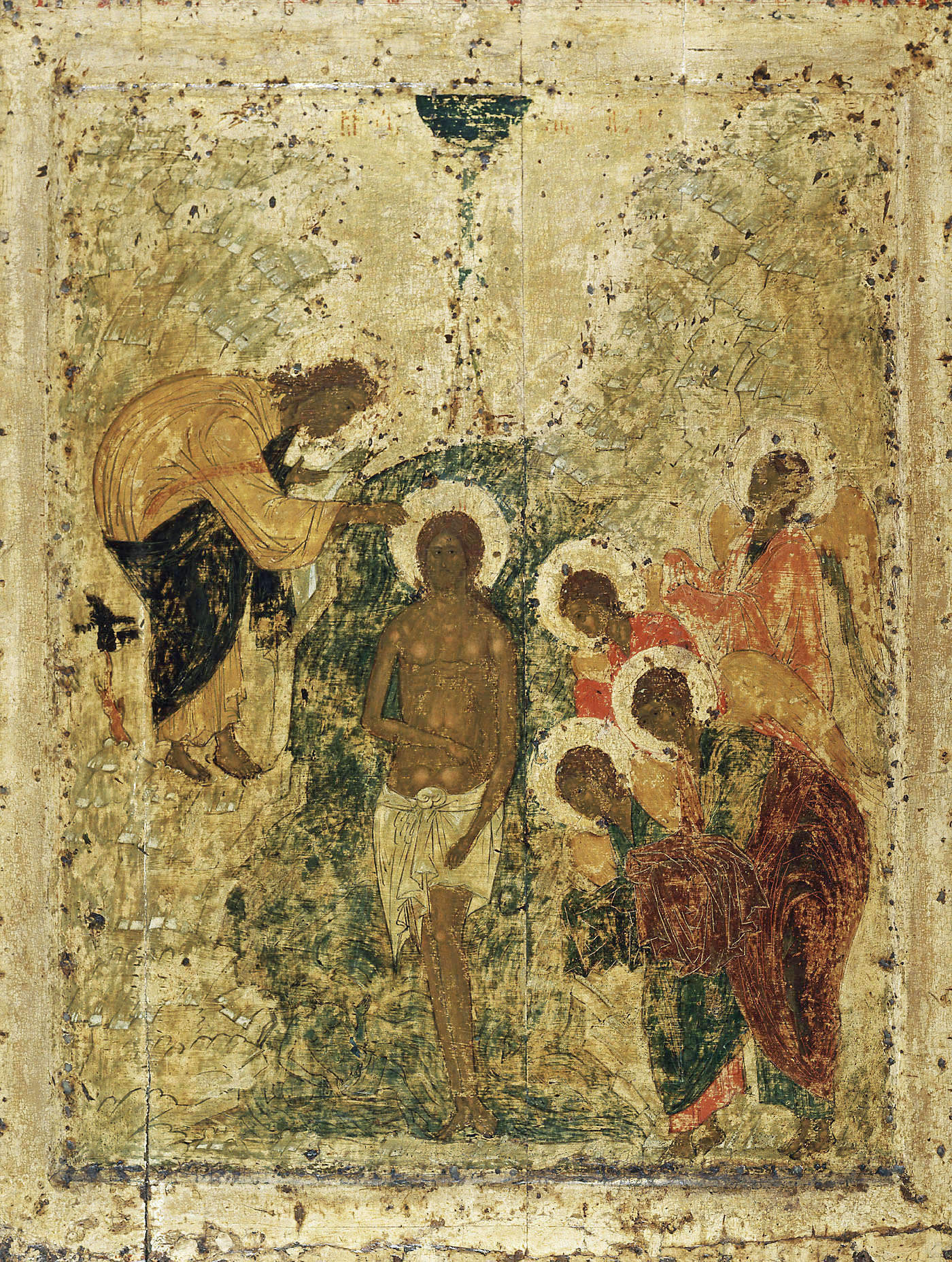
Baptisme de Crist, 1405 (Moscou, Catedral de l'Anunciació)
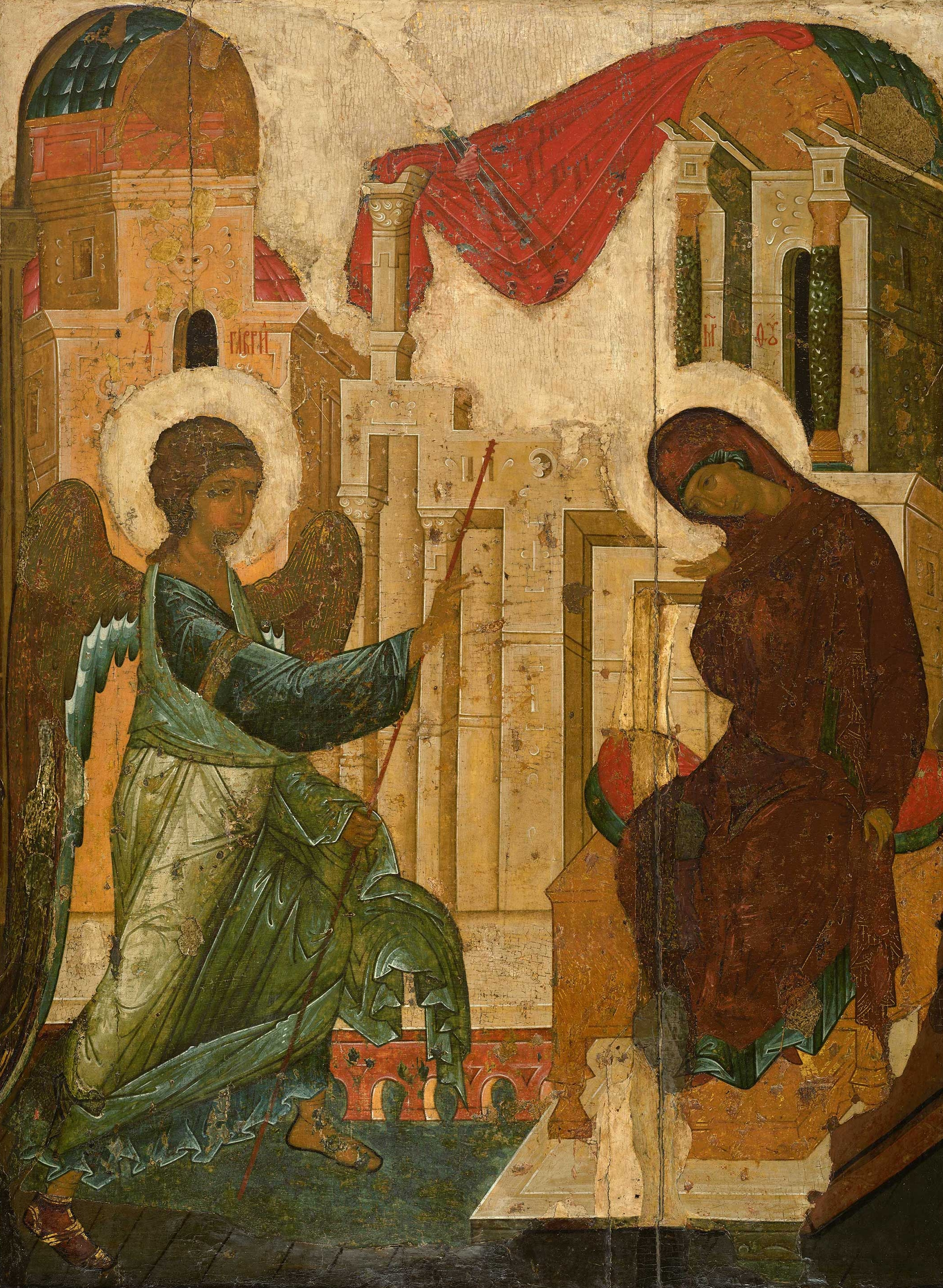
Anunciació, 1405 (Moscou, Catedral de l'Anunciació)
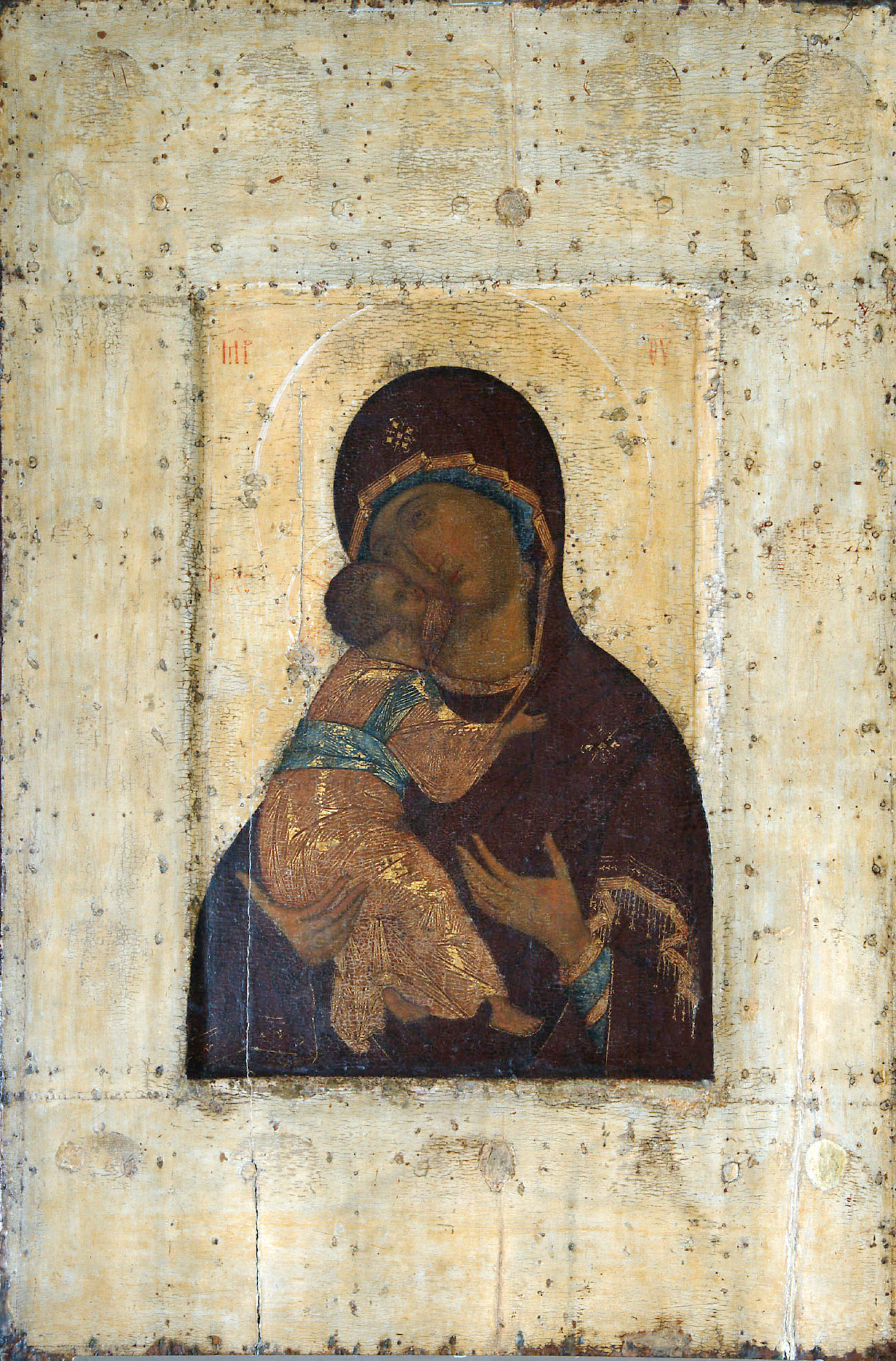
Versió de la Mare de Déu de Vladímir, v. 1405
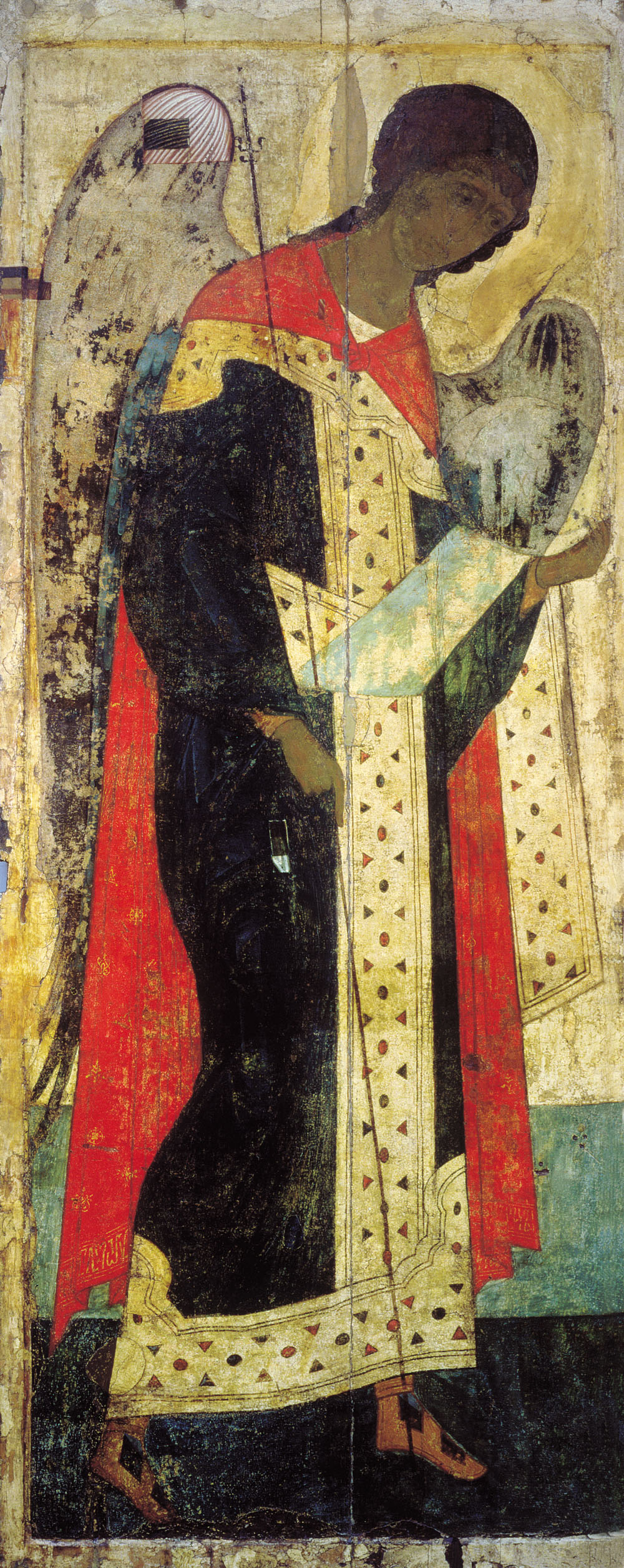
Sant Miquel, 1408 (Iconòstasi de la Catedral de la Dormició de Vladímir)
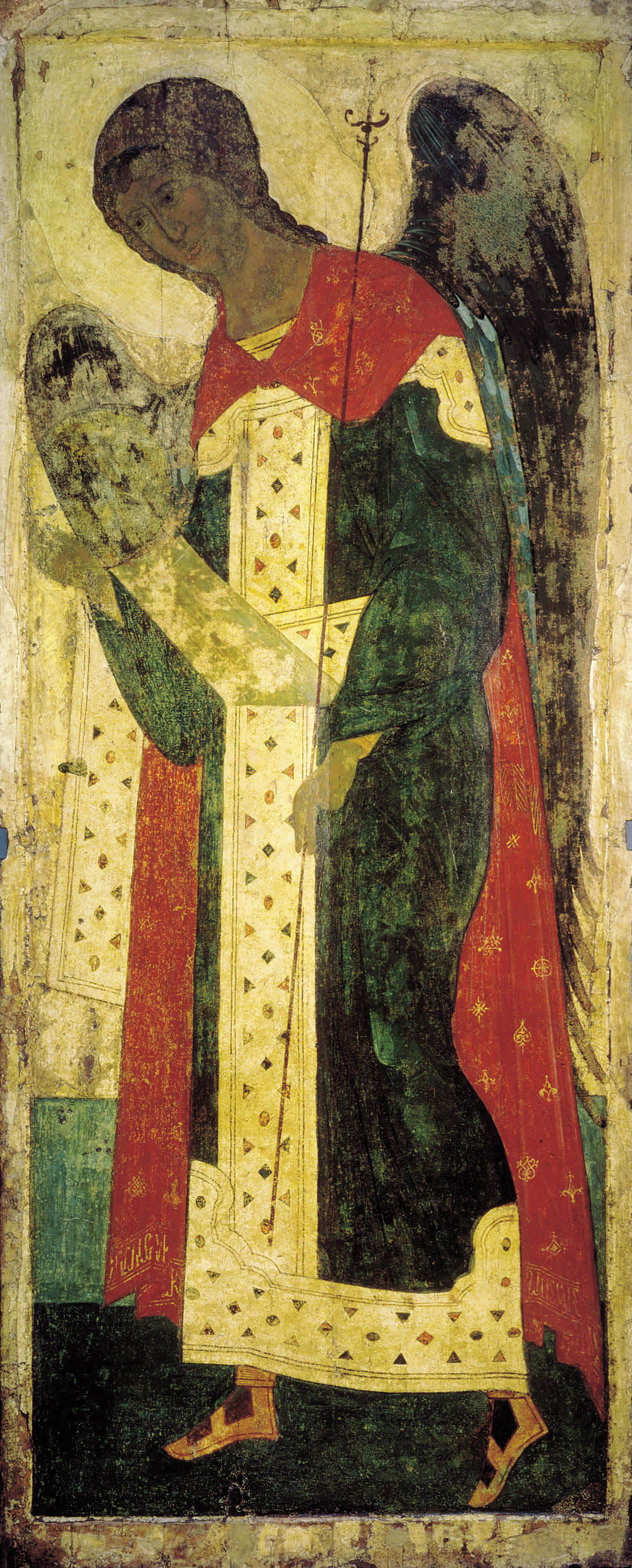
Sant Gabriel, 1408 (Catedral de la Dormició de Vladímir)
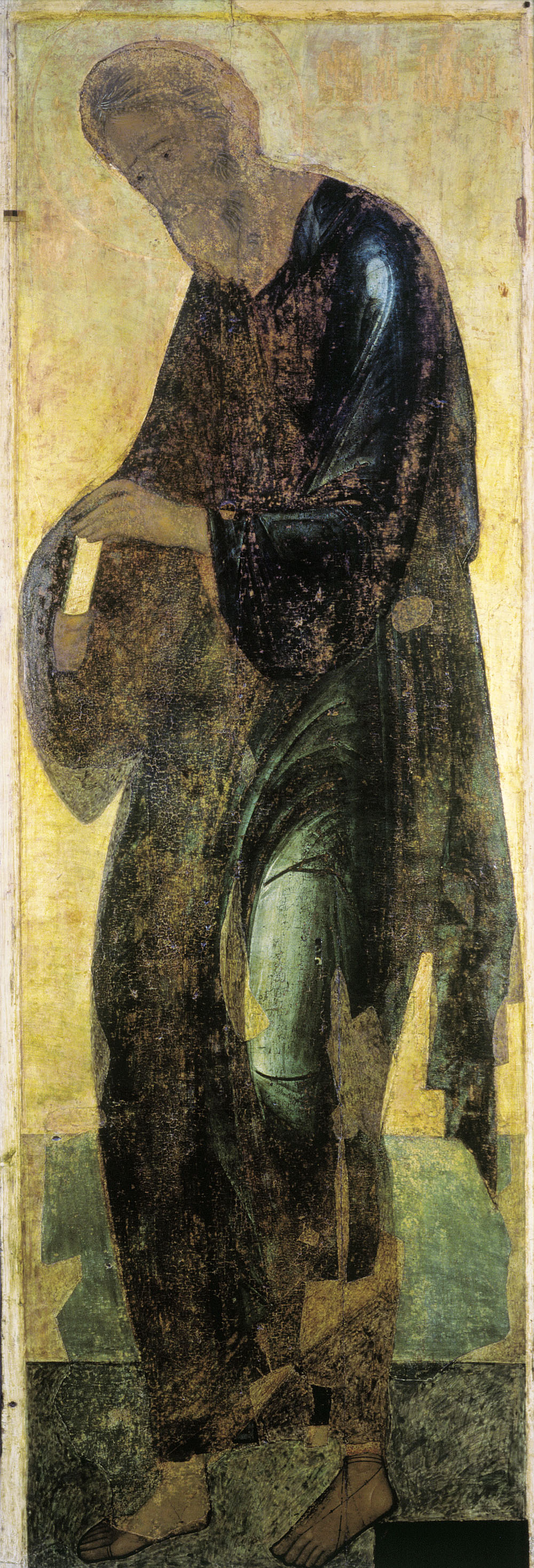
Sant Andreu, 1408 (Catedral de la Dormició de Vladímir)
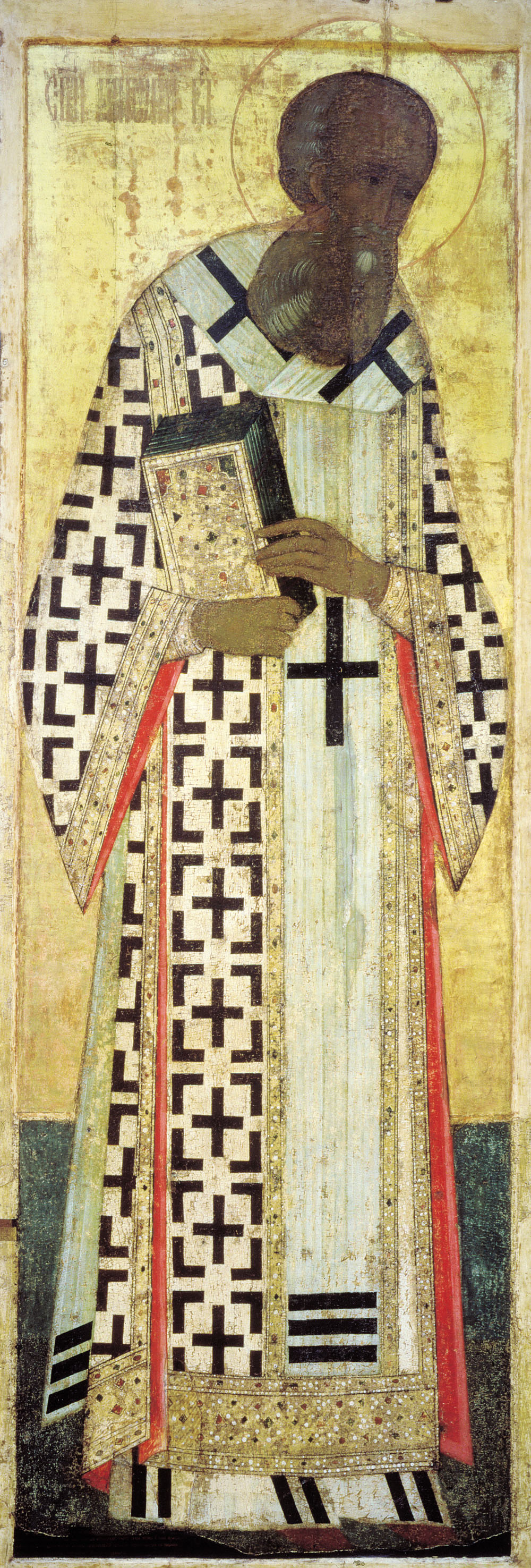
Sant Gregori de Nazianz, 1408 (Catedral de la Dormició de Vladímir)
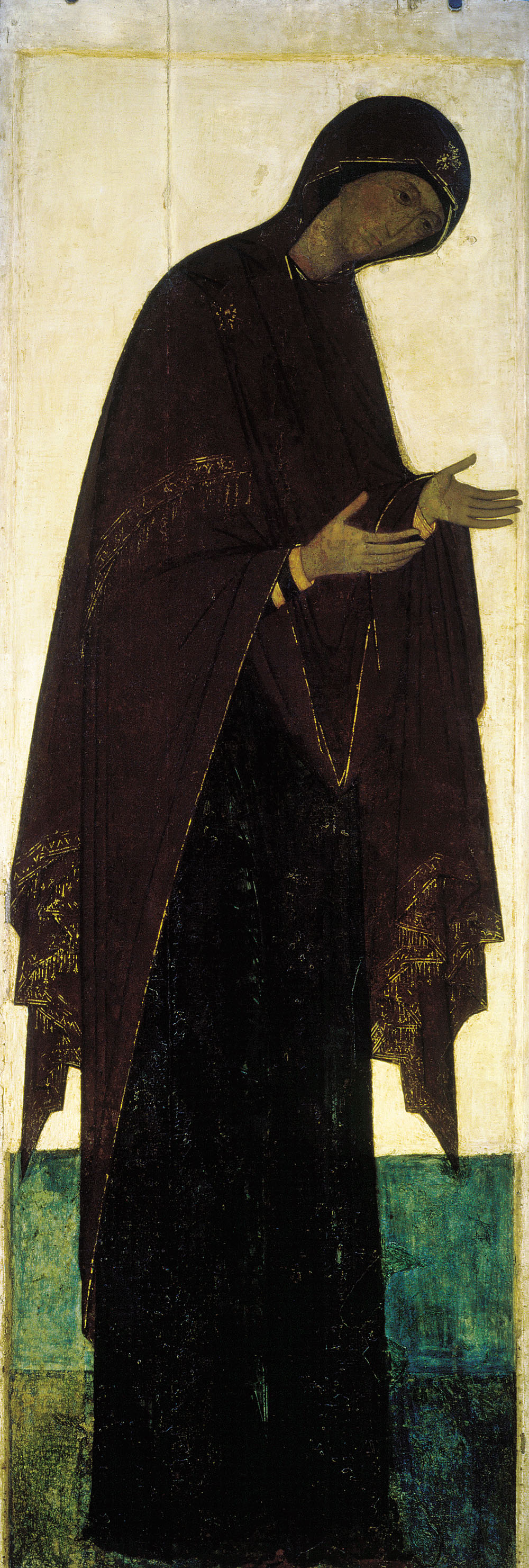
Theotokos de la Deisi, 1408 (Catedral de la Dormició de Vladímir)
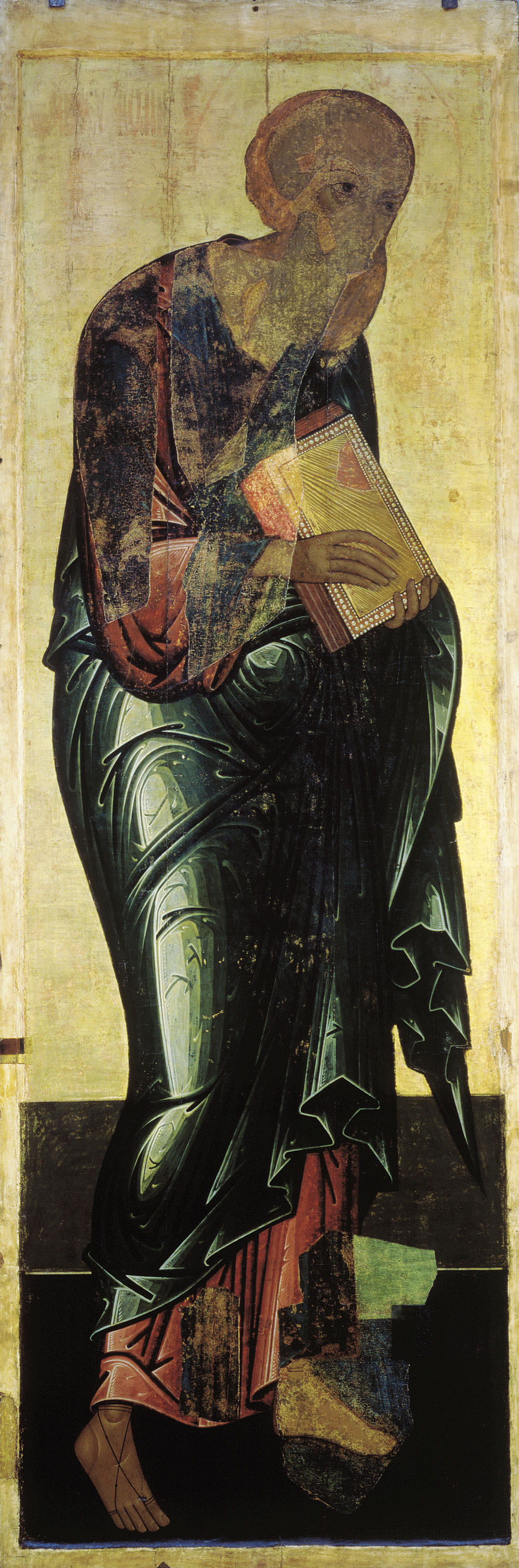
Sant Joan Evangelista, 1408 (Catedral de la Dormició de Vladímir)
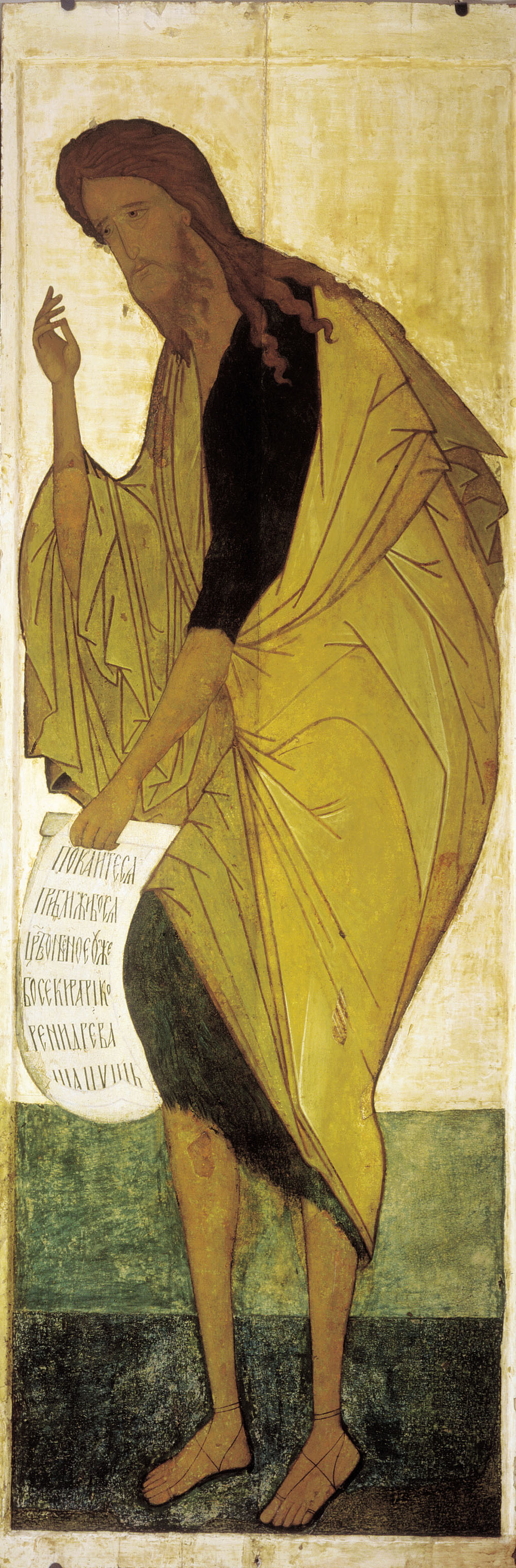
Sant Joan Baptista, 1408 (Catedral de la Dormició de Vladímir)
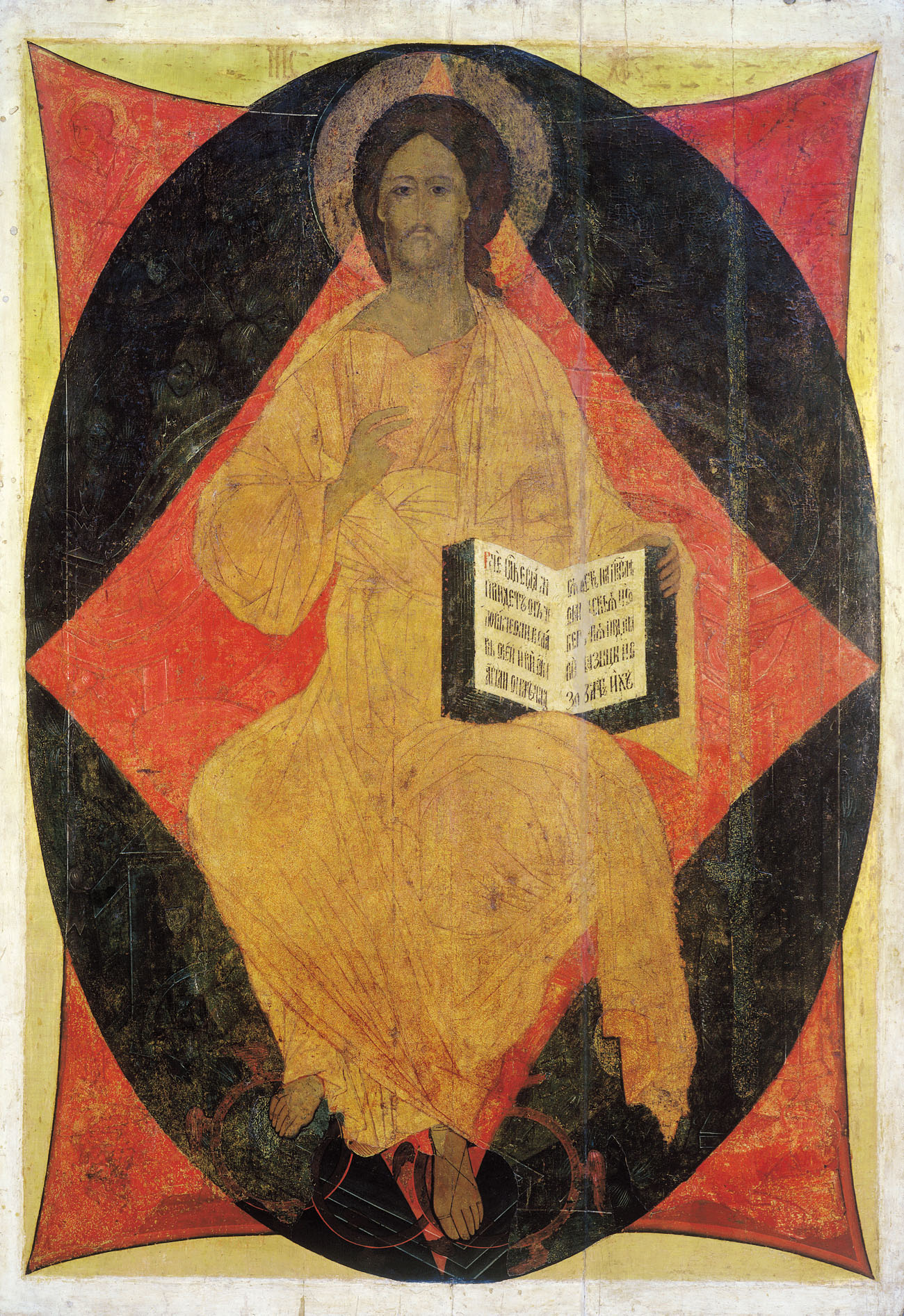
El Salvador en la Glòria, 1408 (Catedral de la Dormició de Vladímir)
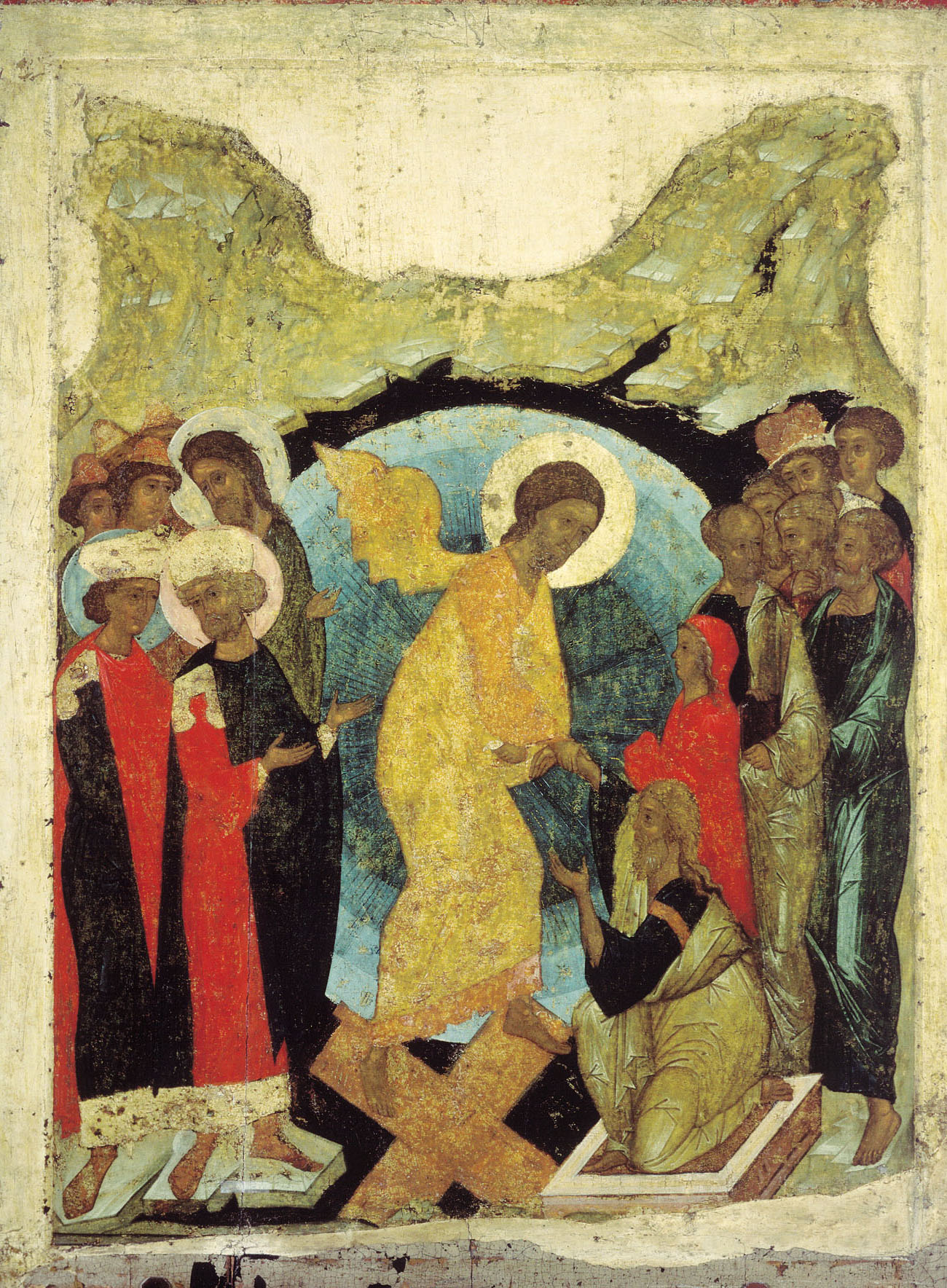
L'infern, 1408-1410 (Vladímir)
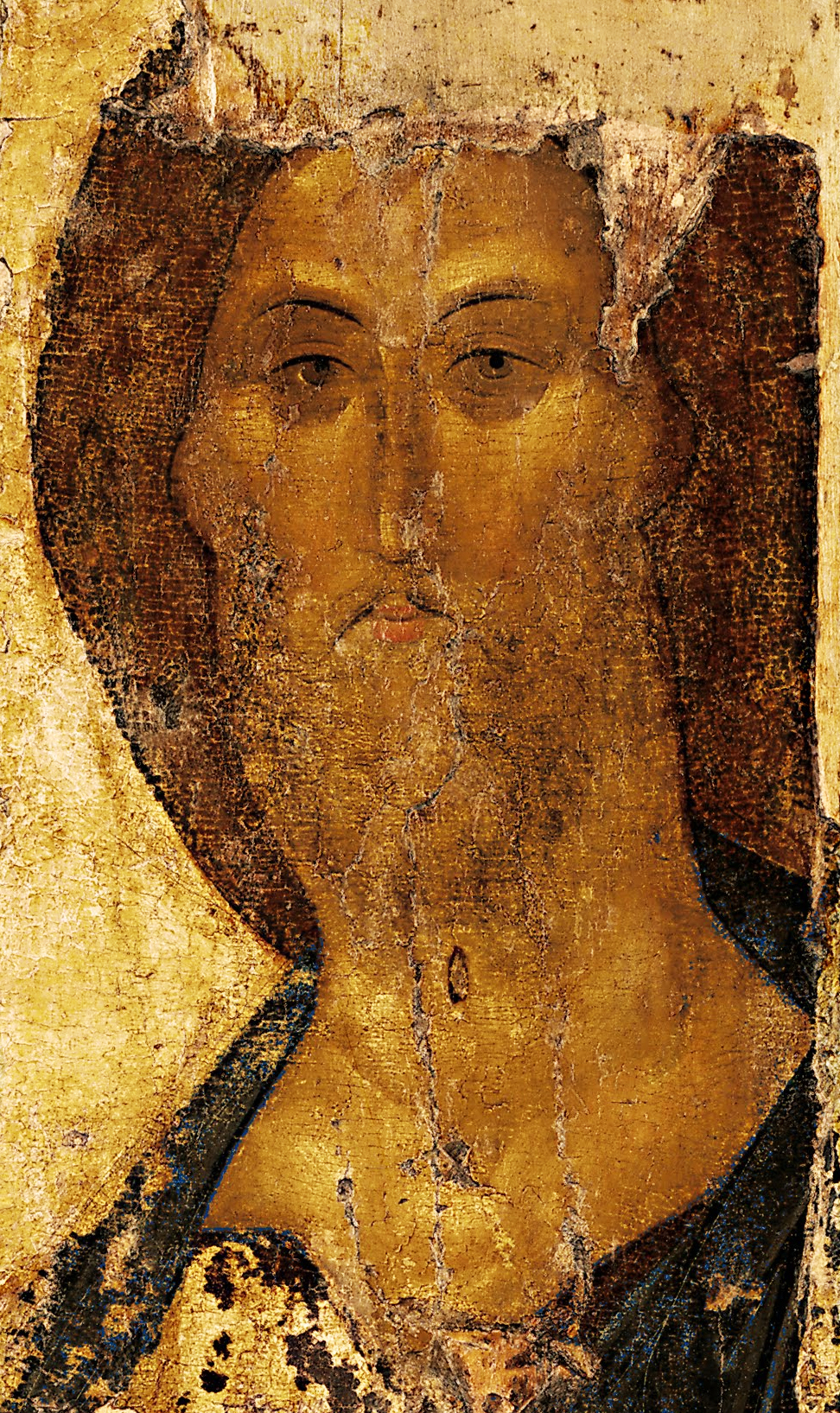
Crist redemptor, v. 1410 (Galeria Tretiakov, Moscou)
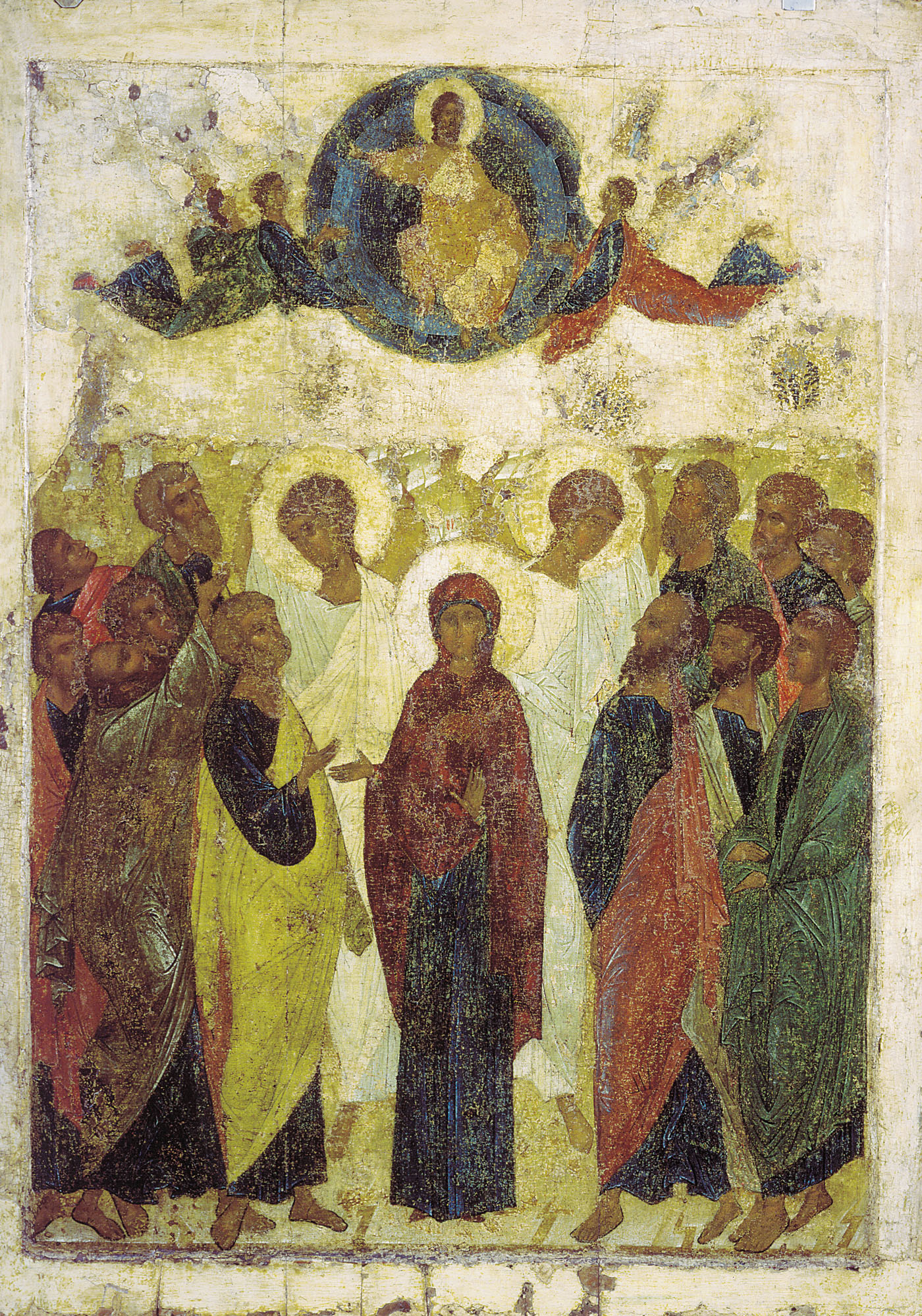
Ascensió, 1408 (Galeria Tretiakov, Moscou)
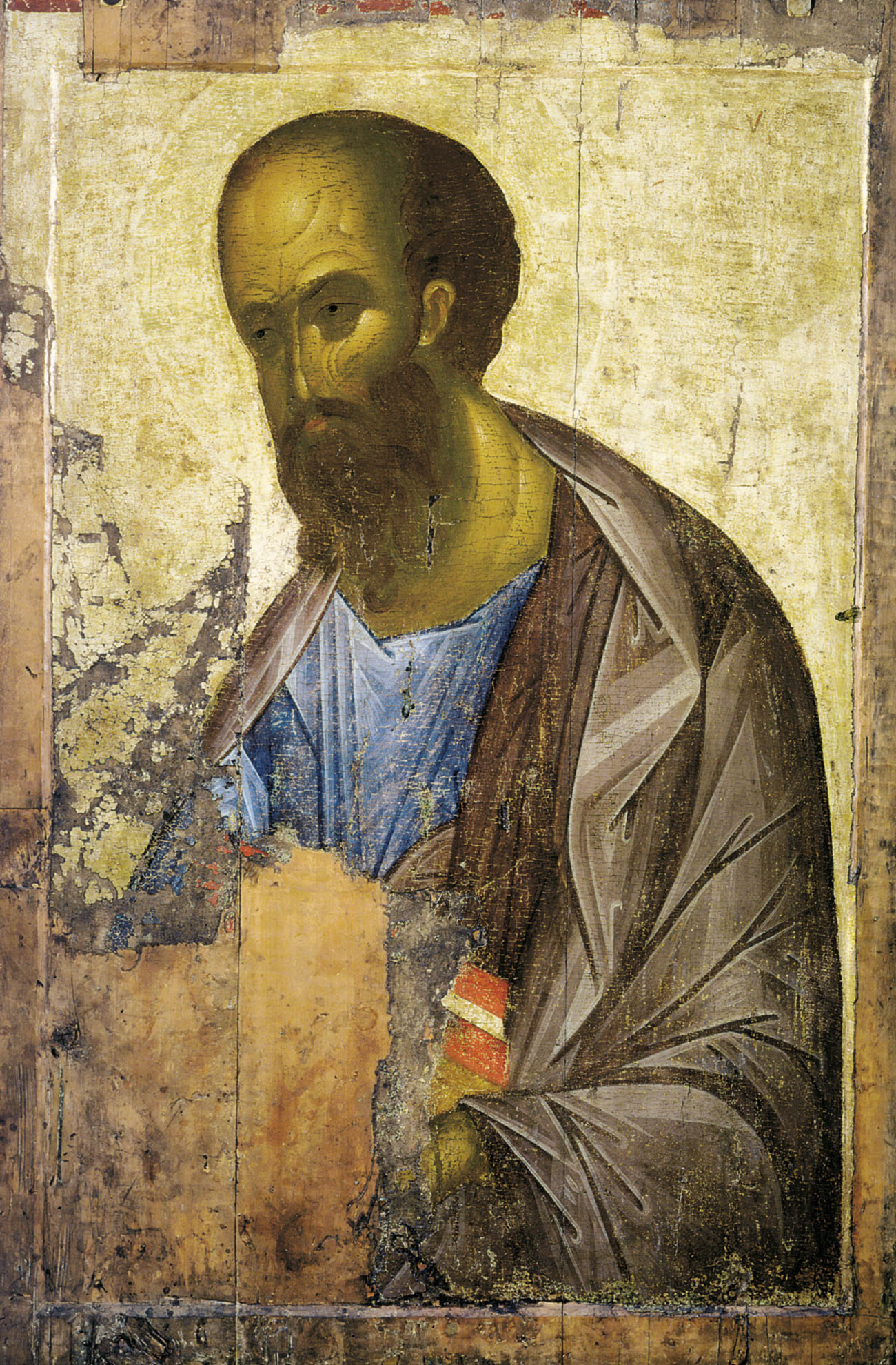
Pau de Tars, v. 1410 (Galeria Tretiakov, Moscou)